# Sicignano degli Alburni
Sicignano degli Alburni è un comune italiano di 3 137 abitanti della provincia di Salerno in Campania.
Il territorio comunale sorge fra la valle del Tanagro ed i Monti Alburni, ed è per buona parte inserito nel parco nazionale del Cilento e Vallo di Diano.

## Storia
Il centro fu fondato intorno al 450 a.C. da Lucio Siccio Dentato, che quattro anni prima era stato eletto tribuno della plebe, inviato a combattere i Sabini che predavano le campagne romane. Stando al racconto di Tito Livio nello stesso anno Siccio sarebbe stato ucciso a tradimento su iniziativa dei decemviri che ne temevano le arringhe che teneva per il ripristino dei diritti della plebe.

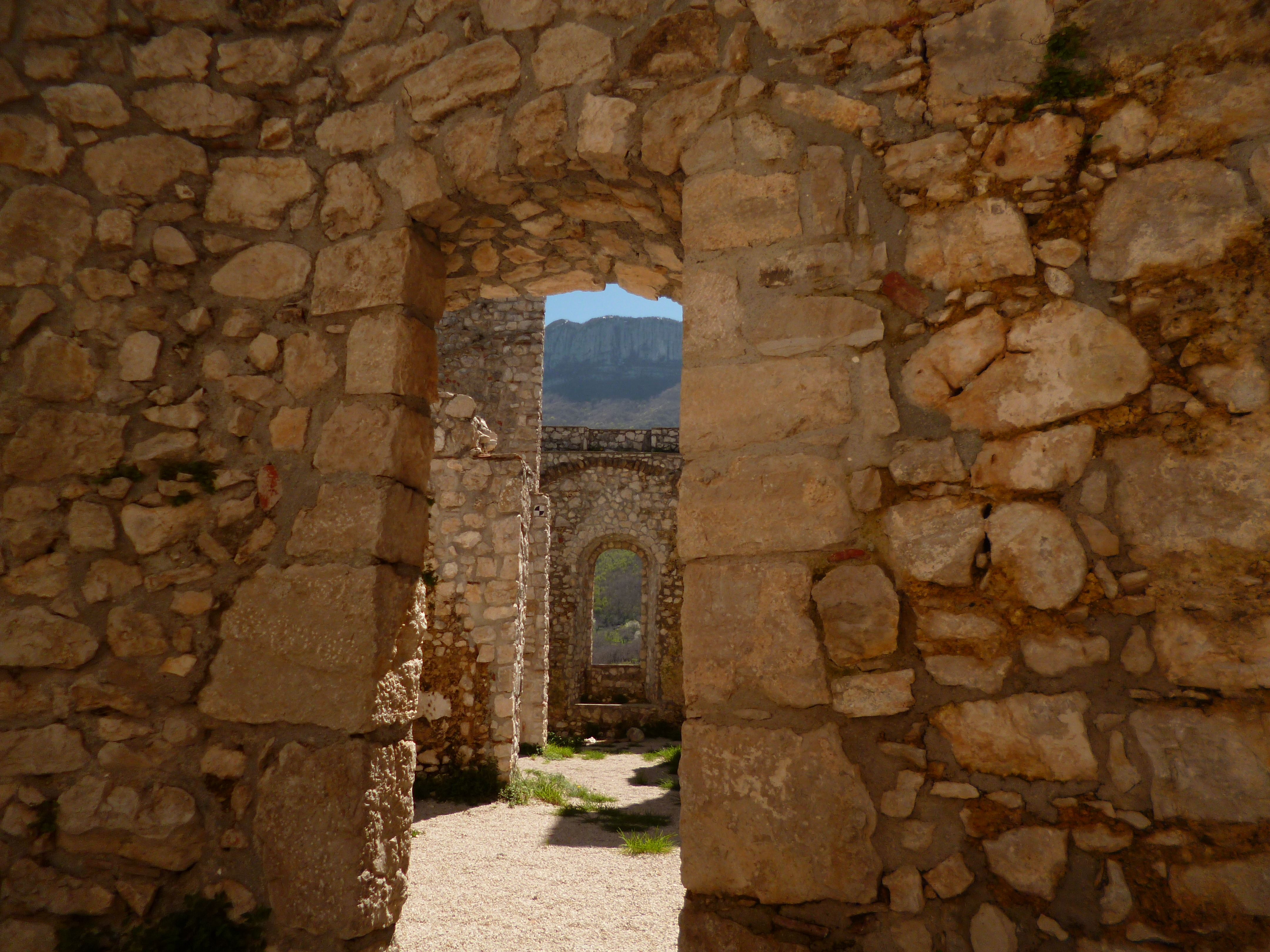
Sicignano degli Alburni, castello Giusso

La prima attestazione documentaria di Sicignano risale a un atto di donazione del 1086 con il quale il conte normanno Asclettino di Sicignano, signore di Polla († 1086), donava alla badia di Cava dei Tirreni il monastero di San Pietro e la chiesa di Santa Caterina, posta nel Castrum Pollae.
Dal 1811 al 1860 Sicignano ha fatto parte del circondario di Postiglione, appartenente al distretto di Campagna del Regno delle Due Sicilie. Dal 1860 al 1927, durante il Regno d'Italia ha fatto parte del mandamento di Postiglione, appartenente al circondario di Campagna.
Il comune è stato oggetto di una puntata della serie "Viaggio nel sud" di Virgilio Sabel.

### Simboli
Lo stemma del comune è stato riconosciuto con decreto del capo del governo del 29 ottobre 1936. Su sfondo azzurro è raffigurata una montagna rocciosa sormontata da un sole d'oro.
Il gonfalone municipale, concesso con D.P.R. del 22 giugno 2012, è un drappo di giallo.

## Monumenti e luoghi d'interesse
- Castello Giusso
- Castello di San Nicandro
- Ex seminario diocesano (1750)

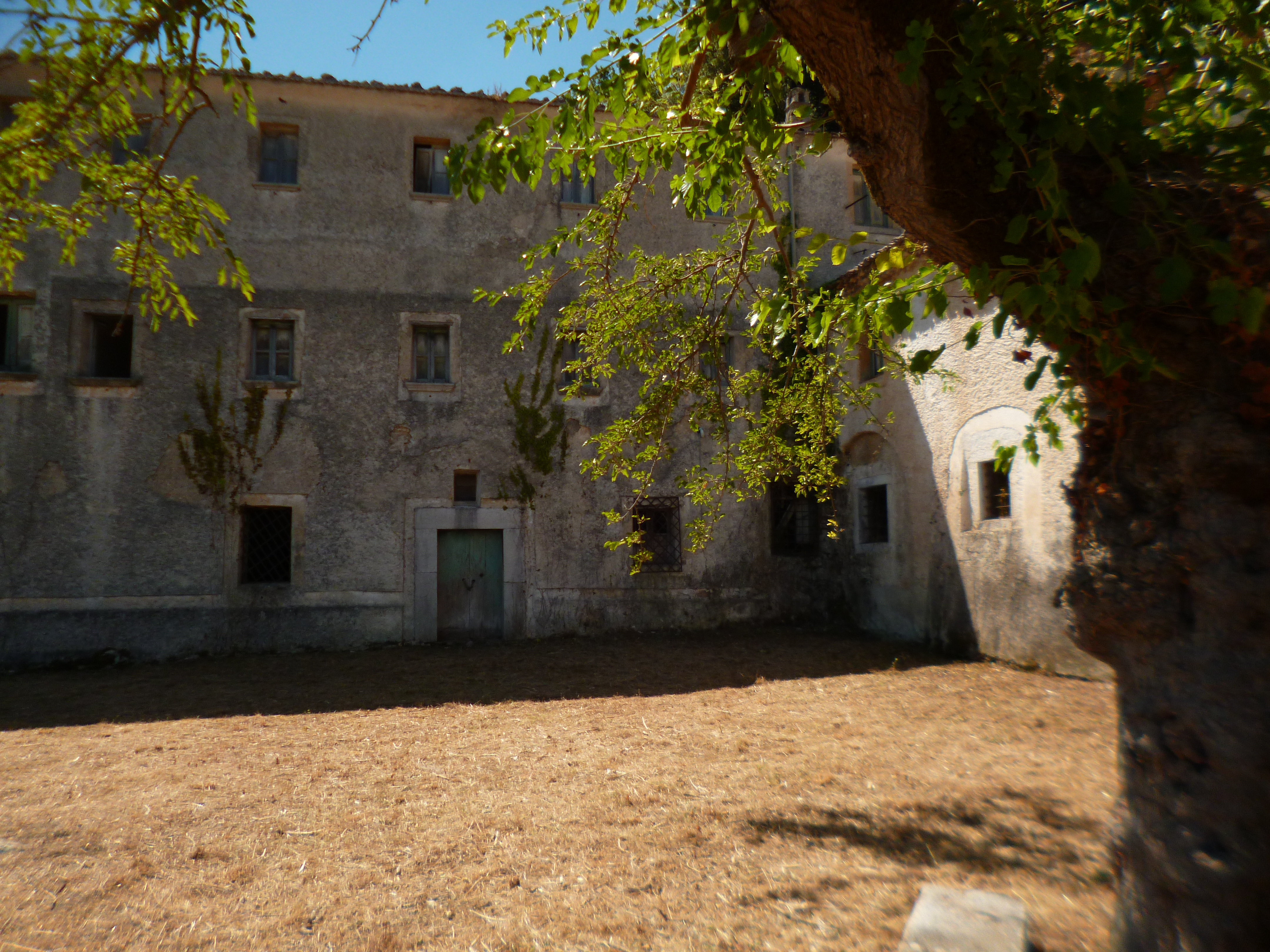
Sicignano degli Alburni, convento dei frati cappuccini

- Chiesa di San Matteo e Santa Margherita
- Chiesa di Santa Maria dei Serroni
- Fontana monumentale
- Lavatoio pubblico
- Monumento ai caduti
- Convento dei frati cappuccini
- Chiesa della Santissima Annunziata (a Castelluccio Cosentino)
- Chiesa di Santa Maria dei Magi (a Galdo)

## Società

### Evoluzione demografica
Abitanti censiti

### Etnie e minoranze straniere
Al 31 dicembre 2007 a Sicignano degli Alburni risiedevano 53 cittadini stranieri

### Religione
La maggioranza della popolazione è di religione cristiana di rito cattolico; il comune appartiene all'omonima forania della diocesi di Teggiano-Policastro ed è suddivisa in quattro parrocchie:
- San Giovanni Battista
- Santa Maria dei Magi
- San Matteo e Santa Margherita
- Santissima Annunziata

## Geografia antropica

### Frazioni

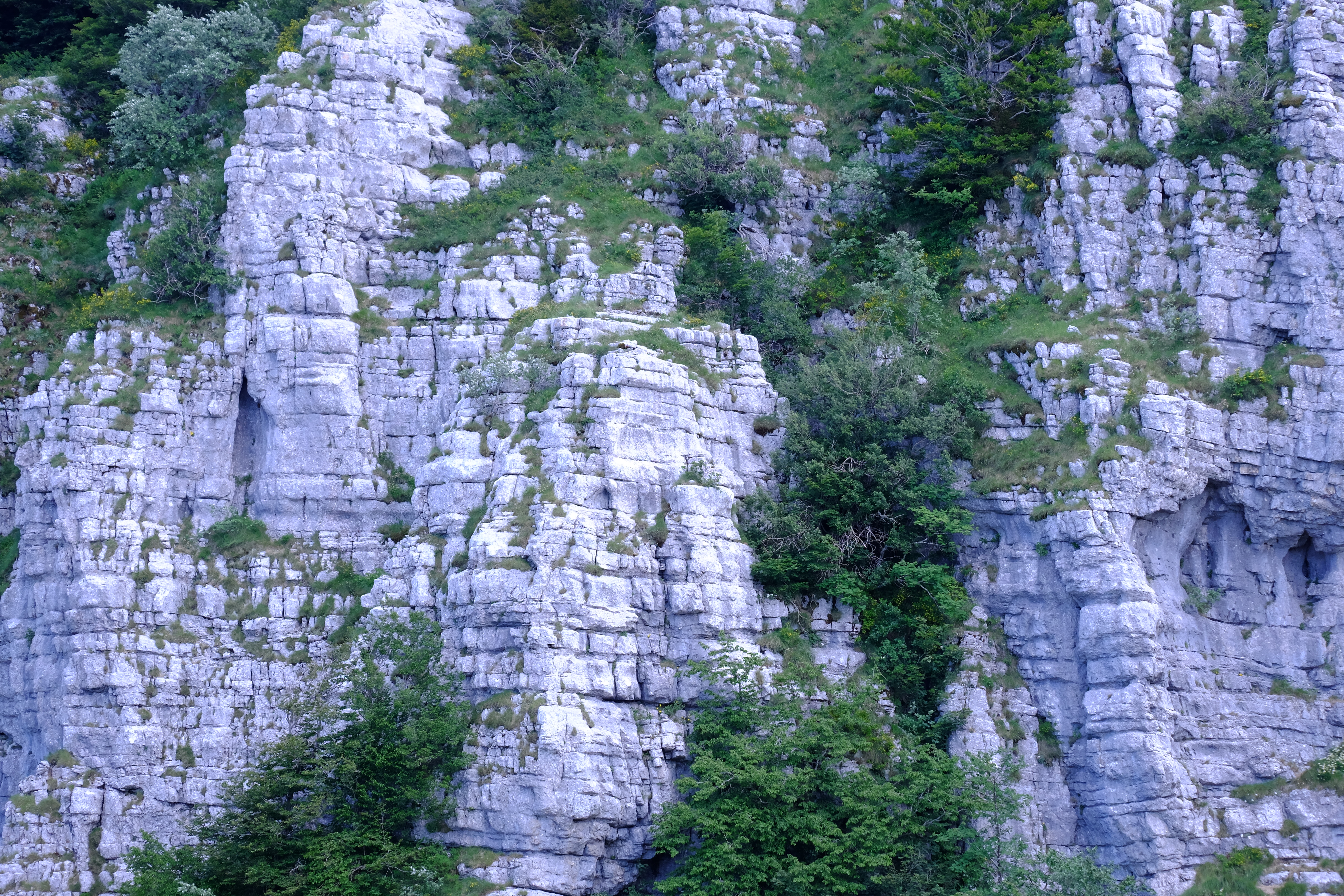
La roccia degli Alburni.

- Castelluccio Cosentino: piccolo centro medievale arroccato a 500 m s.l.m. su un picco isolato vicino alla catena degli Alburni, dal quale si gode di un'ampia vista sulle valli di Sicignano e del Tanagro.
- Galdo degli Alburni: comune autonomo sino al 1928, si trova ai piedi dei monti Alburni (349 m s.l.m.) a ridosso dell'abitato di Sicignano, sotto il burrone del suo castello.
- Scorzo: centro abitato moderno, sorge a 400 m s.l.m. alla confluenza della strada provinciale per Sicignano nella strada statale 19.
- Terranova: minore tra le frazioni di Sicignano, sorge a 2 km dal capoluogo, a 600 m s.l.m., unito alla vicina strada provinciale da un ponte con massicciata in porfido.
- Zuppino: frazione moderna sviluppatasi alla fine del XX secolo, sorge nei pressi della strada statale 19, tra la stazione ferroviaria di Sicignano e lo svincolo autostradale.

## Infrastrutture e trasporti

### Strade
Principale accesso al comune è lo svincolo autostradale "Sicignano-Potenza" lungo l'autostrada A2 Salerno-Reggio Calabria, dal quale inizia il raccordo autostradale 5 per Potenza. Il territorio comunale è attraversato dalla strada statale 19 delle Calabrie, che attraversa le frazioni di Scorzo e Zuppino, ed inoltre da diverse strade regionali e provinciali:
- strada regionale 407/a Innesto SP 36-variante alla zona industriale di Palomonte-Innesto SP 355(Canne).
- strada provinciale 35/a Scorzo-Sicignano-Tempa di Petina.
- strada provinciale 35/b Tempa di Petina-Petina-Stazione di Petina-Innesto SS 19.
- strada provinciale 36/a Innesto S 19(preso Zuppino)-Stazione di Sicignano-Bivio di Palomonte-Innesto ex SS 407.
- strada provinciale 89 Galdo degli Alburni-SS 19-Castelluccio Cosentino.
- strada provinciale 445 Innesto SP 35-Innesto SP 35(circonvallazione di Sicignano).

### Ferrovie

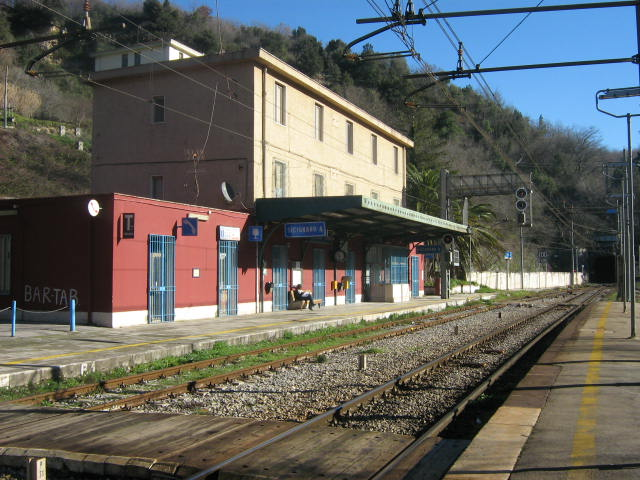
Stazione ferroviaria

La stazione di Sicignano degli Alburni si trova nella località San Licandro (nota anche come Sicignano Scalo), a circa 10 km dal paese, ed è posta sulla ferrovia Battipaglia-Potenza-Metaponto. Da qui partiva anche la linea ferroviaria per Lagonegro, sospesa dal 1987 e sostituita da alcune corse di autobus. Nel comune si trovano anche la stazione di Castelluccio Cosentino e quella di Galdo.

## Amministrazione
Il comune fa parte della Comunità montana Alburni. Le competenze in materia di difesa del suolo sono delegate dalla Campania all'Autorità di bacino interregionale del fiume Sele.